# Neftçi PFK
Neftçi Peşəkar Futbol Klubu – azerski klub piłkarski z siedzibą w stolicy kraju, Baku. Zajmuje drugie miejsce wśród najbardziej utytułowanych klubów w Azerbejdżanie, dziewięciokrotnie zdobył mistrzostwo i siedmiokrotnie puchar kraju.

## Historia i sukcesy
Klub Neftçi PFK został założony w 1937. Do roku 1968 grał pod nazwą rosyjską Нефтяник Баку (Nieftianik Baku, literalnie Nafciarz Baku), później otrzymał nazwę w języku azerskim Neftçi (czyt. Neftci, lit. Nafciarz). W 1. lidze ZSRR występował przez 27 sezonów, rozegrał tam 884 mecze. Jedyny raz znalazł się na podium mistrzostw Związku Radzieckiego w 1966, kiedy to zajął w lidze 3. miejsce. Od 1992 występuje w rozgrywkach rodzimej ligi azerbejdżańskiej. Jest jednym z czołowych zespołów pierwszoligowych. 9 razy zdobywał mistrzostwo Azerbejdżanu, najwięcej w historii ligi. W sezonie 2012/2013 zagrał w fazie grupowej Liga Europy UEFA jako pierwszy azerbejdżański klub. W swojej grupie Neftçi zajął ostatnie miejsce zdobywając 3 punkty. Swoje ostatnie mistrzostwo zdobył w sezonie 2020/2021, detronizując po 7 sezonach Qarabağ Ağdam. 

## Kibice
Neftçi jest jednym z najbardziej wspieranych klubów w Azerbejdżanie, z kibicami zorganizowanymi w wielu fanklubach na całym świecie, m.in. w Stanach Zjednoczonych, Turcji, Rosji, Niemczech, Holandii i innych państwach ze znaczną społecznością azerbejdżańską. Od 2010, po gorszym okresie, klub zdobył trzy mistrzostwa z rzędu oraz dwukrotnie puchar kraju, czym znacząco umocnił swoją pozycję, jednakże średnia frekwencja spadła do rekordowo niskich poziomów.  

### Rywalizacja
Największym rywalem klubu jest Qarabağ Ağdam. Oba kluby należą do azerskiej czołówki, prześcigając się w zdobywaniu trofeów. Oba są również klubami, które reprezentowały Azerbejdżan na arenie międzynarodowej. Qarabağ ma formalną siedzibę w Ağdam, jednak faktycznie klub funkcjonuje w Baku i tam rozgrywa mecze, dlatego ta rywalizacja to również derby stolicy.
Do 27 maja 2016, a więc daty rozwiązania klubu Xəzər Lenkoran, właśnie ten klub był największym rywalem Neftçi. Pojedynek między tymi klubami nosił nazwę Böyük Oyun. Relacje między dwoma klubami zawsze były bardzo wrogie, ponieważ Xəzər, powstał w 2004, jako „klub-zabawka” przedsiębiorcy Mübariza Mənsimova. Dodatkowym smakiem tej rywalizacji, był fakt, iż kluby rywalizowały geograficznie Neftçi i Xəzər reprezentowały odpowiednio północ i południe Azerbejdżanu.
Klub rywalizuje również z Kəpəz Gəncə, a mecze między tymi drużynami nazywa się historycznymi derbami.

## Osiągnięcia

### Krajowe
- Mistrzostwo Azerbejdżanu (9×): 1992, 1995/1996, 1996/1997, 2003/2004, 2004/2005, 2010/2011, 2011/2012, 2012/2013, 2020/2021
- Wicemistrzostwo Azerbejdżanu (5×): 2000/2001, 2006/2007, 2018/2019, 2019/2020, 2021/2022
- Zdobywca Pucharu Azerbejdżanu (7×): 1994/1995, 1995/1996, 1998/1999, 2001/2002, 2003/2004, 2012/2013, 2013/2014
- Finalista Pucharu Azerbejdżanu (4×): 2000/2001, 2011/2012, 2014/2015, 2015/2016

### Międzynarodowe
- Zdobywca Pucharu Wspólnoty (1×): 2006
- Finalista Pucharu Wspólnoty (1×): 2005

## Piłkarze

### Aktualny skład
Stan na 12 lipca 2022
| Nr | Poz. | Piłkarz            |
| -- | ---- | ------------------ |
| 1  | BR   | Ivan Brkić         |
| 3  | OB   | Mamadou Mbodj      |
| 4  | OB   | Solomon Kwirkwelia |
| 5  | PO   | Kenny Saief        |
| 6  | OB   | Vojislav Stanković |
| 7  | PO   | Azier Alijew       |
| 8  | PO   | Emin Mahmudov      |
| 10 | PO   | César Meza Colli   |
| 11 | NA   | Godsway Donyoh     |
| 14 | PO   | Eddy Pascual       |
| 19 | OB   | Azər Salahlı       |

| Nr | Poz. | Piłkarz            |
| -- | ---- | ------------------ |
| 21 | PO   | İsmayıl Zülfüqarlı |
| 22 | NA   | Mirabdulla Abbasov |
| 23 | PO   | Ataa Gaber         |
| 24 | NA   | Yusuf Lawal        |
| 26 | OB   | Ömər Buludov       |
| 27 | PO   | Fərid Yusifli      |
| 30 | BR   | Aqil Məmmədov      |
| 37 | PO   | Vüsal Əsgərov      |
| 56 | OB   | Elton Əlibəyli     |
| 73 | PO   | Rəmin Nəsirli      |
| 77 | NA   | Guilherme Pato     |